# Macrocentrus arcipetiolatus
Macrocentrus arcipetiolatus är en stekelart som beskrevs av Lou och He 2000. Macrocentrus arcipetiolatus ingår i släktet Macrocentrus och familjen bracksteklar. Inga underarter finns listade i Catalogue of Life.